# Buicourt
Buicourt település Franciaországban, Oise megyében. Lakosainak száma 148 fő (2022. január 1.). Buicourt Escames, Gerberoy, Hannaches, Hécourt és Wambez községekkel határos.

## Népesség
A település népességének változása:
| Lakosok száma | 139  | 143  | 146  | 145  | 146  | 148  | 148  | 148  | 148  |
|               | 2013 | 2015 | 2016 | 2017 | 2018 | 2019 | 2020 | 2021 | 2022 |